# Mario Evaristo
Mario Evaristo, född den 10 december 1908 och död den 30 april 1993 var en argentinsk fotbollsspelare. Han var med i Argentinas trupp till VM 1930 i Uruguay där de slutade på en andra plats efter en finalförlust mot hemmanationen Uruguay. Han döptes som Marino Evaristo, men bytte senare namn till Mario. Han hade även en bror, Juan Evaristo, som spelade i det argentinska landslaget under samma tid och de deltog tillsammans i VM 1930 som det första brödraparet i VM.

## Karriär

### Klubbkarriär
Evaristo började sin karriär i Sportivo Barracas, men bytte sedan till den argentinska storklubben CA Boca Juniors där han blev kvar i fem år. Han hann med att spela mer än hundra matcher för Boca Juniors innan han bytte klubb igen. Efter Boca spelade han två korta sejourer i Sportivo Barracas och CA Independiente innan han 1935 flyttade till Europa och Italien där han spelade ett år i Genoa CFC innan han flyttade vidare till Frankrike där han spelade två år i FC Antibes och ett år i OGC Nice.

### Landslagskarriär
Evaristo spelade nio matcher för det argentinska landslaget mellan 1929 och 1930. Han var med när Argentina vann Sydamerikanska mästerskapet 1929 där han spelade alla tre matcherna och gjorde två mål. Han deltog även i Argentinas trupp till VM 1930 där han spelade två av gruppspelsmatcherna mot Frankrike och Chile. I matchen mot Chile gjorde han det sista målet i Argentinas seger med 3-1. Han spelade även i semifinalen mot USA som Argentina vann med hela 6-1 och han fick även spela i finalen mot hemmanationen Uruguay. Den matchen förlorade dock Argentina och de fick silvret.